# Aphonopelma mordax
Aphonopelma mordax är en spindelart som först beskrevs av Anton Ausserer 1871.  Aphonopelma mordax ingår i släktet Aphonopelma och familjen fågelspindlar. Inga underarter finns listade i Catalogue of Life.